# Casapueblo
Casapueblo é uma edificação construída pelo artista uruguaio Carlos Páez Vilaró localizada em Punta Ballena, a 13 km de Punta del Este, Uruguai. Inicialmente, foi a casa de verão e a oficina do artista, e inclui um museu, uma galeria de arte, uma cafeteria e um hotel. Foi a residência permanente de seu criador, onde trabalhou e onde passou até seu decesso.

## História
Casapueblo começou a ser construída em 1958 em torno de uma caixa de madeira feita com pranchas encontradas no litoral, chamada La Pionera, de Carlos Páez Vilaró. Esta caixa foi seu primeiro ateliê Casapueblo foi desenhada com um estilo que pode ser equiparado às casas da costa mediterrânea de Santorini, mas o artista se referia ao ninho do joão de barro ao se referir a este tipo de construção. Esta construção, que demorou 36 anos a terminar, tem treze pisos com terraços que permitem uma óptima vista do pôr do sol sobre as águas do Oceano Atlântico.
Abriga uma homenagem a Carlos Miguel, filho do artista e um dos dezesseis uruguaios que sobreviveram à acidente aéreo do voo Força Aérea Uruguaia 571, que caiu nos Andes em 13 de outubro de 1972.
Carlos Páez Vilaró recebeu algumas das personalidades mais importantes da esfera cultural e política, como a escritora Isabel Allende, a embaixadora Mercedes Vicente, a sexóloga Mariela Castro, o poeta Vinícius de Moraes, entre outros.
Em fevereiro de 2017, a Rota Panorâmica de Punta Ballena foi designada com o nome de Carlos Páez Vilaró.

### Construção
O complexo foi construído de forma artesanal e sem planos prévios, em forma de labirinto, 5 não apresentam linhas rectas no interior e predomina a cor branca. Foi ampliado e modificado a cada ano como uma residência de "formas imprevisíveis".
A edifícação foi construída em cimento caiado e estuque.
"La construí [Casapueblo] como si se tratara de una escultura habitable, sin planos, sobre todo a instancias de mi entusiasmo. Cuando la municipalidad me pidió hace poco los planos que no tenía, un arquitecto amigo tuvo que pasarse un mes estudiando la forma de descifrarla."— Carlos Páez Vilaró.
"A construí [Casapueblo] como se fosse uma escultura habitável, sem plantas, principalmente a pedido do meu entusiasmo. Recentemente, quando o município me pediu as plantas que eu não tinha, um arquiteto amigo teve que passar um mês estudando a forma para decifrá-la."

## Serviços e atividades

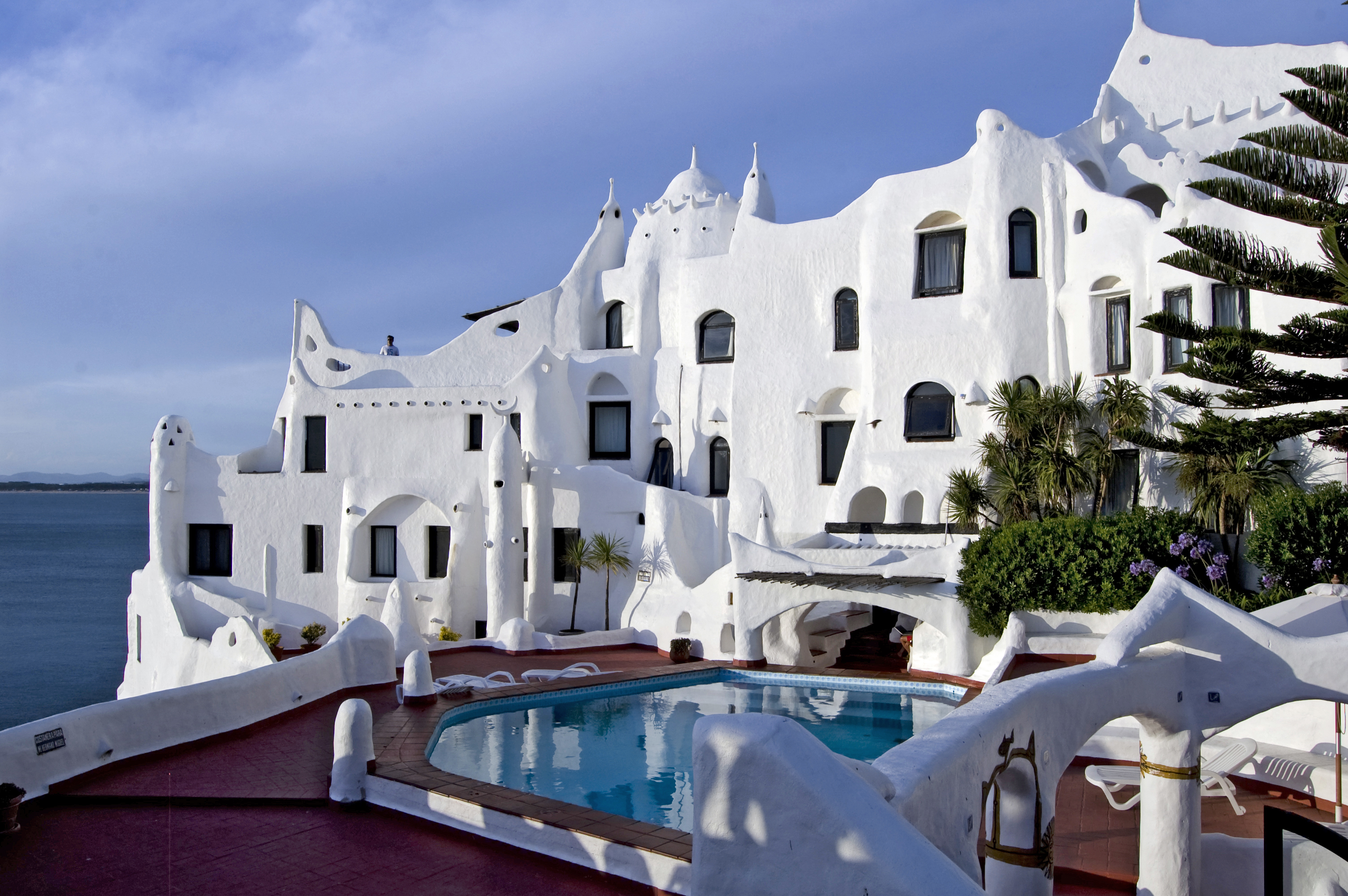
Casapueblo.

Ao 2020, o Casapueblo Hotel possui 20 quartos e suítes e 50 apartamentos, piscina aquecida, sauna, bar e restaurante. A alta temporada vai de dezembro a fevereiro. O apart-hotel denominado Hotel Casapueblo ou Club Hotel Casapueblo tem um restaurante denominado Las Terrazas (Os Terraços) que segue o estilo da construção original.

## Museu
Na cúpula principal de Casapueblo encontra-se o museu e a oficina, onde se pode ver parte da obra de Carlos Páez Vilaró. Possui quatro salas de exposição: Sala Nicolás Guillén, Sala Pablo Picasso, Sala Rafael Squirru, Sala José Gómez Sicre, sala de projeção, Terraço da Sereia, Mirador del Hipcampo, cafeteria Taberna del Rayo Verde e boutique. O museu pode ser visitado todos os dias, das 10h00 às 18h00.
Todas as tardes, desde 1994, a Cerimônia do Sol é realizada nos terraços do museu. Minutos antes do pôr do sol, a voz do artista em uma gravação dedica um poema ao sol para se despedir dele.

## Na cultura popular

### Era uma casa muito engraçada
Acredita-se que A Casa da canção de Vinícius de Morais seja a Casapueblo. Em seus supostos versos originais não gravados em disco a canção diria: "Mas era feita com pororó / Era a casa de Vilaró." Vinícius teria composto a canção de improviso para agradar as filhas de Carlos Páez Vilaró. Posteriormente, nos anos 80, a música comporia o álbum A Arca de Noé  que seria transformado em programa de televisão e seria o primeiro da TV brasileira a receber um prêmio Emmy.